# ITC.ua
ITC.ua — інформаційний портал в Україні про IT, комп'ютерну техніку та ґаджети. На порталі публікуються новини, статті з оглядами пристроїв, ґаджетів, програмного забезпечення, блоги редакторів та експертів.
На новини порталу, які стосуються IT, посилаються провідні ЗМІ країни, а аналітичними даними у своїх роботах користуються студенти та науковці.

## Історія
Портал входив до видавничого дому «ITC Publishing». Після закриття друкованих видань «Компьютерное обозрение» та «Домашний ПК», портал перетворився на автономний проєкт засновника Hotline.ua Сергія Арабаджи. Автори та редактори цих видань продовжили роботу на ITC.ua.
Станом на серпень 2020 року портал займав першу сходинку рейтингу Bigmir)net в розділі «Комп'ютери» з приблизно 2,5 млн унікальних переглядів на місяць, портал вважається одним з найбільших в українському сегменті інтернету.
В листопаді 2020 рейтинг alexa сайту становив 31 284. У грудні 2021 він опустився до 62 549.

## Люди
Влітку 2021 засновники та співвласники MC.today Тимур Ворона та Віра Черниш викупили портал у його засновника Сергія Арабаджі.
Тарас Міщенко, який працював головним редактором порталу з 2014 року, в листопаді 2021 з частиною редакторів залишив ITC.ua і утворив україномовний сайт про технології, ґаджети, комп'ютери та новини зі світу IT Mezha.Media.
Станом на грудень 2021 головним редактором порталу є співвласник медіагрупи Creators Media Group Тимур Ворона.